# برومين
البرومين أو غلوكوسلفون الصوديوم هو دواء سلفوني تم البحث في قدرته على علاج الملاريا والسل ةالجذام. وهو يتحطم داخل الجسم إلى دابسون والذي يعتبر الشكل العلاجي للدواء.